# Narges Mohammadi (kunstenaar)
Narges Mohammadi (1993) is een Nederlands-Afghaanse beeldhouwer en installatie- en videokunstenaar.

## Opleiding
Ze volgde haar artistieke opleiding in Nederland en behaalde een BA in Fine Art (Sculptuur) aan de Koninklijke Academie van Beeldende Kunsten, Den Haag (2017-2020). Daarvoor studeerde ze moderne en hedendaagse kunstgeschiedenis aan de Universiteit Utrecht (2014-2018) en beeldende kunst aan de Hogeschool voor de Kunsten Utrecht (2015-2017). Daarnaast studeerde ze kort psychologie aan de Universiteit Utrecht (2013-2014).

## Carrière en artistieke praktijk
Mohammadi's praktijk onderzoekt herinnering en materialiteit door middel van sculptuur, installaties en publieke interventies. Haar werk bevat onconventionele maar herkenbare materialen, zoals halva, beton, kauwgom, klei en zeep, die ze bewerkt door te gieten, snijden, mal van te maken en in te kapselen. Door met grote hoeveelheden van een enkel materiaal te werken, benadrukt ze de inherente eigenschappen ervan om gewicht, textuur en transformatie te verkennen. Haar ruimtelijke installaties balanceren tussen fragiliteit en stevigheid, waarbij de materialiteit zowel fysieke aanwezigheid als emotionele resonantie oproept.
Haar werk is diep geworteld in persoonlijke en culturele herinneringen. Ze put uit ervaringen van kindertijd, het alledaagse en haar Afghaanse/Nederlandse erfgoed om sculpturale eerbetonen te creëren die individuele verhalen en collectieve geschiedenissen met elkaar verbinden. Door installaties te maken die introspectie en betrokkenheid stimuleren, creëert Mohammadi een reflectieve ruimte waarin toeschouwers thema's als identiteit, vergankelijkheid en gedeelde menselijke ervaringen verkennen.
Haar onderzoeksgedreven benadering, geïnformeerd door antropologie, materiaalstudies en architectuurgeschiedenis, onderzoekt hoe objecten, structuren en geheugen elkaar kruisen. Ze verdiept deze betrokkenheid via residenties, institutionele samenwerkingen en academische discussies over publieke kunst, ruimtelijke politiek en de evoluerende rol van hedendaagse sculptuur.

## Tentoonstellingen
Narges Mohammadi’s werk is tentoongesteld in Nederland en internationaal, variërend van museumtentoonstellingen en publieke kunstopdrachten tot samenwerkingsprojecten.

### Geselecteerde solotentoonstellingen
- The Kite That Never Flew, Beelden aan Zee, Scheveningen (2023): Een grootschalige installatie met strandspeelgoed ingekapseld in papier-mâché, als symbool voor de verloren jeugd van degenen die gevaarlijke zeeoversteken maken.[6][7]
- In the Shadow of the Sun, Hotel Maria Kapel, Hoorn (2023): Een solopresentatie en residentie waarin de vergankelijkheid van herinneringen en de onvermijdelijkheid van verandering worden onderzocht, met name in de context van rouw en het ontbreken van islamitische begrafenisrituelen in Nederland.[8]
- Invisible Hands, Stedelijk Museum, Schiedam (2022): Een eerbetoon aan huishoudelijke ondersteuning in de zorg, bestaande uit alledaagse objecten gemaakt van gummen, die de vaak onzichtbare arbeid van huishoudelijk werk belichten.[9]

### Geselecteerde groepstentoonstellingen
- Because You Think It Gives You Hope, onderdeel van de duotentoonstelling Hastan bij Copperfield Gallery, Londen (2023): In dit werk smolt Mohammadi haar gouden oorbellen uit haar kindertijd, die haar familie vergezelden op hun vlucht naar veiligheid. Ze werden getransformeerd tot muntachtige vormen, als een reflectie op migratie, aanpassing en de transformatie van persoonlijke objecten.[10]
- Op een Eiland, Waterwerken, Buitenplaats Brienenoord, Rotterdam (2022): Een multisensorisch dinerprogramma dat de relatie tussen water en land onderzoekt, met lokaal verkregen, waterloos bereide gerechten geïnspireerd op teksten van verschillende schrijvers en kunstenaars.[11]

## Kunst in de openbare ruimte
De volgende lijst bevat twee van Mohammadi’s publieke kunstprojecten, waarin sculpturale interventies en site-specifieke werken worden ingezet om stedelijke omgevingen en gemeenschappelijke participatie te onderzoeken.
- If You Know, You Know, De Appel, Amsterdam (2024): Een publieke kunstopdracht, gecreëerd in samenwerking met het Young Curators Program van De Appel en LEVS Architecten, ontwikkeld als een collectief kunstwerk met mede-auteurschap van de deelnemende tieners.[12]
- Concrete Exchange (2022): Een publiek kunstwerk bestaande uit twee grootschalige betonnen sculpturen van een theekopje, veelvoorkomend in Afghaanse huishoudens, en de negatieve ruimte ervan. Het dient als een platform voor gemeenschapsuitwisseling en dialoog over eigendom in/van de publieke ruimte.[3]

## DJ-carrière
Mohammadi treedt onder de naam Fatima Ferrari op als dj. Ze mixt genres zoals baile funk, dancehall, vogue en Jersey club, waarbij ze vaak haar Centraal-Aziatische erfgoed in haar sets verwerkt. Ferrari beschouwt haar dj-werk als een vorm van gemeenschapszorg en politieke expressie.
In april 2024 trad Ferrari op tijdens het Rewire Festival in Den Haag, waar ze een mix van culturele invloeden en muzikale stijlen presenteerde.

## Prijzen
Narges Mohammadi heeft meerdere kunstprijzen ontvangen voor haar bijdragen aan hedendaagse sculptuur, installaties en publieke kunst:
- Volkskrant Beeldende Kunstprijs (2024)[14]
- Charlotte van Pallandt Prize & Stokroos Stipend (2023)[15]
- Piket Kunstprijzen (2021)[16]
- Ron Mandos Young Blood Award (2020)[17]
- Stroom Invest Award (2020)[18]
- KABK Bachelor Fine Arts Department Award (2020)[19]

## Collecties en aankopen
Kunstwerken van Narges Mohammadi maken deel uit van verschillende museum- en institutionele collecties. Aankopen zijn gedaan door: The Cheng-Lan Foundation, Hong Kong (2024); Het Noordbrabants Museum (2024); Stedelijk Museum Schiedam (2024); Ministerie van Sociale Zaken en Werkgelegenheid, Ministerie van Volksgezondheid, Welzijn en Sport (2023); FENIX Migratie Museum, Rotterdam (2023) en Museum Voorlinden, Wassenaar (2021).
- RKD-Nederlands Instituut voor Kunstgeschiedenis: 513806